# Philothamnus thomensis
Espèce
Philothamnus thomensis est une espèce de serpents de la famille des Colubridae.

## Répartition
Cette espèce est endémique de l'île de São Tomé à Sao Tomé-et-Principe.

## Description
Dans sa description Bocage indique que l'un des plus grands spécimens en sa possession mesure 90 cm dont 33 cm pour la queue. Son dos est vert olivâtre, chaque écaille étant d'une teinte plus sombre. Sa face ventrale est vert pâle uniforme. Le dessus de sa tête tire sur le brun pâle. 

## Étymologie
Son nom d'espèce, composé de thom[é] et du suffixe latin -ensis, « qui vit dans, qui habite », lui a été donné en référence au lieu de sa découverte.

## Publication originale
- Bocage, 1882 : Notice sur les espèces du genre "Philothamnus" qui se trouvent au Muséum de Lisbonne. Jornal de Sciencias Mathematicas, Physicas e Naturaes, Academia Real das Sciencias de Lisboa, vol. 9, n. 33, p. 1-19 (texte intégral).